# Bitwa pod Höchst
Bitwa pod Höchst – starcie zbrojne, które miało miejsce 20 czerwca 1622 roku w trakcie wojny trzydziestoletniej pomiędzy wojskami protestanckimi a armią Ligi Katolickiej pod komendą hrabiego Tilly’ego. Bitwa zakończyła się klęską wojsk protestanckich dowodzonych przez księcia Chrystiana Brunszwickiego.

## Bitwa
Dowódca oddziałów protestanckich w czerwcu 1622 na czele 17 000 żołnierzy (12 000 piechoty i 5 000 kawalerii) wyruszył z Westfalii w kierunku landgrafostwa Hesja-Darmstadt w celu połączenia się tam z wojskami księcia Mansfelda. 20 czerwca, w trakcie pokonywania rzeki Men po prowizorycznej przeprawie mostowej w rejonie miasteczka Höchst am Main, protestanci napotkali nadciągające z kierunku południowego oddziały katolickie (20 000 piechoty i 6 000 kawalerii), do których otworzyli ogień z dział. W ciągu 6-godzinnej walki oddziały protestanckie odparły liczne ataki przeciwnika, jednakże w czasie zarządzonego odwrotu przez wąski most na Menie wśród żołnierzy wybuchła panika, która spowodowała, że więcej żołnierzy zginęło w wodzie niż na lądzie. Książę Brunszwicki usiłował przedrzeć się w kierunku wojsk Mansfelda, jednak większość piechoty zginęła lub odniosła rany, wielu żołnierzy dostało się do niewoli. Cały tabor i wszystkie działa armii księcia Brunszwickiego dostały się w ręce wojsk Ligi, które nadto zajęły i złupiły miasto. Protestanci stracili 2 000 zabitych i rannych, straty wojsk Tilly’ego były minimalne.